# Paraphrodisium sinense
Paraphrodisium sinense is een keversoort uit de familie van de boktorren (Cerambycidae). De wetenschappelijke naam van de soort werd voor het eerst geldig gepubliceerd in 2013 door Bentanachs & Drouin.